# Caicaén
Caicaén es una localidad chilena de la comuna de Calbuco, en la provincia de Llanquihue, Región de Los Lagos. Se encuentra en la isla de Calbuco, concretamente a unos 4,4 km de Calbuco —ciudad más cercana— y a unos 60 km de Puerto Montt. Además, es orillada por el seno de Reloncaví y conectado por la Ruta W-839. Contaba al 2017, según el Instituto Nacional de Estadísticas, con 586 habitantes, equivalente al 1,7% del total de la población de la comuna.
Caicaén cuenta con lugares destacados, como su propio parque municipal con nombre homónimo, al igual que una playa cercana denominada como La Arena o Punta Meimén. 
Además está la capilla homónima que, junto con el cementerio indígena de Caicaén, es monumento nacional. La capilla está ubicada en una de las puntas de la isla de Calbuco y fue levantada por los jesuitas.